# Franz Unger
Franz Unger (teljes nevén Franz Joseph Andreas Nicolaus Unger) (Leutschach, (Steiermark), 1800. november 30. – Graz, 1870. február 13.) osztrák botanikus, orvos, paleontológus, növényfiziológus, egyetemi tanár. Botanikai szakmunkákban nevének rövidítése: „Unger”.

## Életpályája
A Leutschach melletti Gut Amthof nevű tanyán született. A Grazi Egyetemen jogot tanult, majd 1820-ban beiratkozott a bécsi orvosi egyetemre. 1822-től Prágában tanult, végül 1827-ben a Bécsi Egyetemen szerzett orvosi diplomát.
1830-tól a grazi egyetem botanikaprofesszora lett. 1850 és 1868 között a bécsi egyetem tanára volt. Különösen növényrendszertannal és a növények genetikájával foglalkozott. Megalapozta a növénykórtant.

## Művei
- Die Exantheme (1833)
- Über den Einfluß des Bodens auf die Verteilung der Gewächse (1836)
- Aphorismen zur Anatomie und Physiologie der Pflanzen (1838)
- Über den Bau und das Wachstum des Dikotyledonenstamms (1840)
- Über Kristallbildungen in den Pflanzenzellen (1840)
- Synopsis plantarum fossilium, 1845
- Grundzüge der Anatomie und Physiologie der Pflanzen(1846)
- Genera et species plantarum fossilium, 1850
- Anatomie und Physiologie der Pflanzen (1855)
- Grundlinien der Anatomie und Physiologie der Pflanzen (1866)
- Synopsis plan tarum fossilium (1845)
- Chloris protogaea, Beiträge zur Flora der Vorwelt (1841-1847)
- Genera et species plantarum fossilium (1850)
- Iconographia plantarum fossilium (1852)
- Die Anatomie und Physiologie der Pflanzen, 1855
- Sylloge plantarum fossilium (1860)
- Die Urwelt in ihren verschiedenen Bildungsperioden (1851, 3. Aufl. 1864)
- Versuch einer Geschichte der Pflanzenwelt (1852)
- Geologie der europäischen Waldbäume (1870)
- Wissenschaftliche Ergebnisse einer Reise in Griechenland und den Ionischen Inseln (1862)
- Die Insel Cypern (1865)
- Botanische Briefe (1852)
- Botanische Streifzüge auf dem Gebiet der Kulturgeschichte, 9 rész, 1857-68